# San Giorgio della Richinvelda
San Giorgio della Richinvelda (friuli nyelven San Zorç de Richinvelde, helyi nyelvjárásban San 'Sors vagy Son 'Sors) település Olaszországban, Friuli-Venezia Giulia régióban, Pordenone megyében. Lakosainak száma 4553 fő (2023. január 1.). San Giorgio della Richinvelda Cordenons, Dignano, Flaibano, San Martino al Tagliamento, Sedegliano, Spilimbergo, Vivaro, Zoppola és Valvasone Arzene községekkel határos.

## Népesség
A település lakossága az elmúlt években az alábbi módon változott:
| Lakosok száma | 4644 | 4633 | 4553 |
|               | 2017 | 2018 | 2023 |